# Stroteroides albitibiata
Stroteroides albitibiata är en fjärilsart som beskrevs av Reginald James West 1940.
Stroteroides albitibiata ingår i släktet Stroteroides och familjen snigelspinnare. Inga underarter finns listade i Catalogue of Life.